# Poninka
Poninka (ukrainien : Понінка, russe : Понинка) est une commune urbaine de l'oblast de Khmelnytskyï, en Ukraine. Elle compte 7 229 habitants en 2024.